# Chapelle Sainte-Madeleine de Resson
Pour les articles homonymes, voir Chapelle Sainte-Madeleine.
La chapelle Sainte-Madeleine de Resson est une chapelle située à La Saulsotte, en France.

## Description
Chapelle sous le vocable de Sainte-Madeleine, édifiée au XIIe siècle et pendant le deuxième quart du XIIIe siècle.
Elle est menacée de disparition car, depuis des siècles, elle subit des pressions et des étirements en raison de sa construction sur une motte artificielle faite de sables calcaires rapportés.
Les éléments protégés sont le chœur et le portail de l'ancienne nef.

## Localisation
La chapelle est située sur la commune de La Saulsotte, dans le département français de l'Aube.

## Historique
L'édifice est inscrit au titre des monuments historiques depuis 1930 pour son chœur et le portail de l'ancienne nef.